# Florent Balmont
Florent Balmont (* 2. Februar 1980 in Sainte-Foy-lès-Lyon) ist ein ehemaliger französischer Fußballspieler. Der Mittelfeldspieler verbrachte seine gesamte Karriere bei französischen Vereinen und absolvierte über 500 Spiele in der Ligue 1.

## Karriere

### Vereine
Balmont begann seine Karriere in der Jugend von Olympique Lyon und kam dort ab der Saison 2000/01 in der ersten Mannschaft zum Einsatz. Als Teil des Kaders gewann er 2001 den Ligapokal sowie in der Spielzeit 2001/02 die Meisterschaft. Sein Debüt in der Ligue 1 gab er am 26. Oktober 2002 beim 1:0-Sieg gegen den AC Ajaccio. In jener Saison, in der er mit Lyon erneut die Meisterschaft feiern konnte, kam Balmont auf neun Einsätze.
Nach einer Leihe zum Ligakonkurrenten FC Toulouse in der Saison 2003/04 kam Balmont nach seiner Rückkehr zu Beginn der Spielzeit 2004/05 noch auf zwei Ligaeinsätze. Am 22. August 2004 erzielte er in seinem letzten Spiel für Olympique Lyon sein erstes Ligator beim 1:1-Unentschieden gegen den FC Metz. Danach wechselte er innerhalb der Liga zum OGC Nizza. Dort kam er in vier Spielzeiten auf 139 Einsätze, in denen er vier Tore erzielte.
Ab dem 1. Juli 2008 spielte Balmont für den OSC Lille. In der Saison 2010/11 gewann er mit der Mannschaft die Meisterschaft sowie den Coupe de France. Am 13. September 2011 spielte er beim 2:2 gegen ZSKA Moskau erstmals in der Champions League. Am 8. März 2015 absolvierte Balmont beim 1:0-Auswärtssieg gegen EA Guingamp sein 400. Spiel in der Ligue 1.
Zur Spielzeit 2016/17 wechselte Balmont zum Erstligaaufsteiger FCO Dijon. Nach der Saison 2019/20 beendete er seine Karriere.

### Nationalmannschaft
Balmont absolvierte drei Spiele für die U21-Nationalmannschaft des französischen Fußballverbandes.

## Erfolge
Olympique Lyon
- Französischer Ligapokalsieger: 2001
- Französischer Meister: 2002, 2003
- Französischer Supercupsieger: 2002, 2004

OSC Lille
- Französischer Meister: 2011
- Französischer Pokalsieger: 2011